# Запорожский областной художественный музей
Запорожский областной художественный музей (укр. Запорізький обласний художній музей) — областной художественный музей в городе Запорожье.

## История

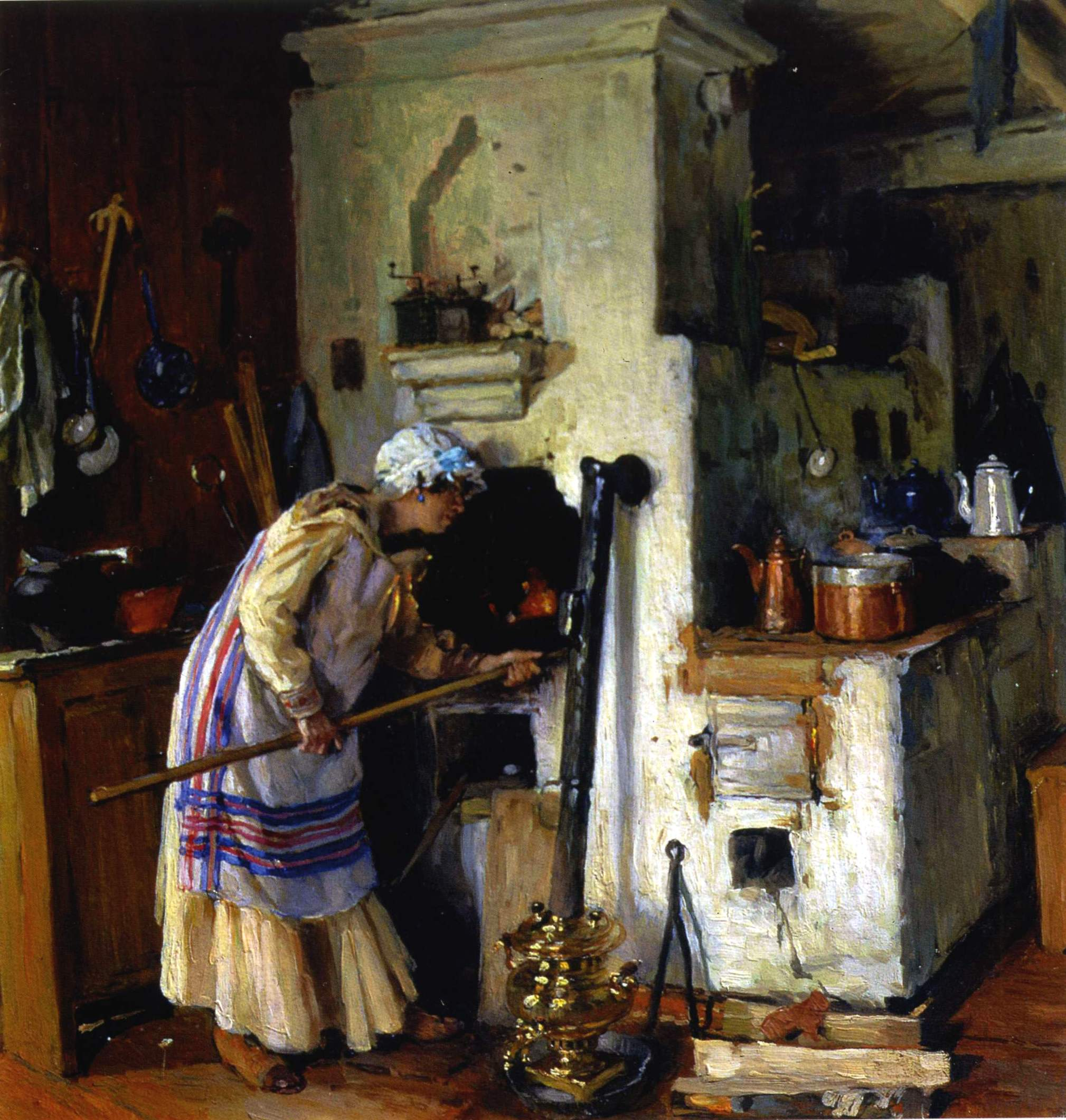
А. Маковский. Новая обязанность

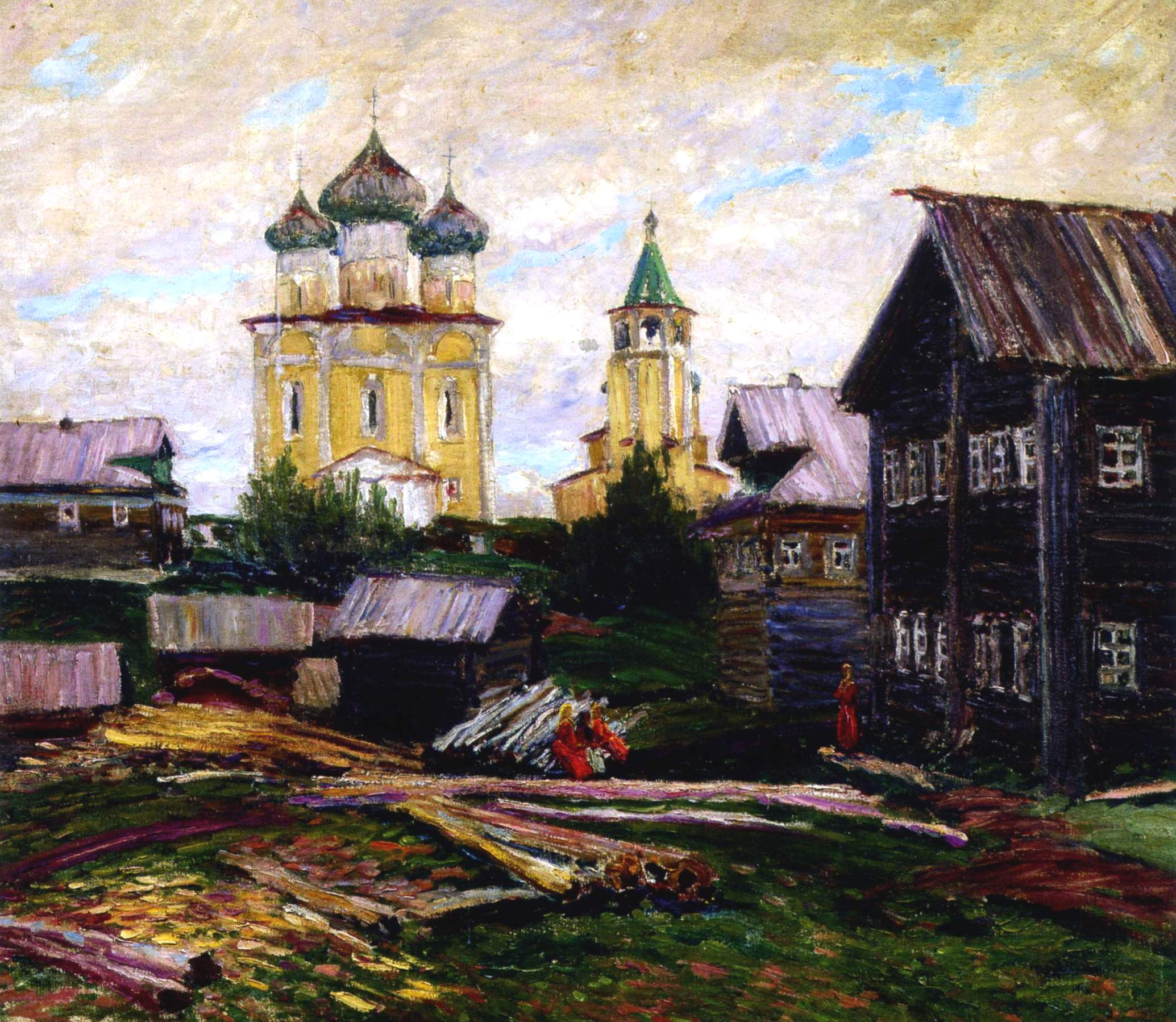
В. Переплётчиков. Деревня

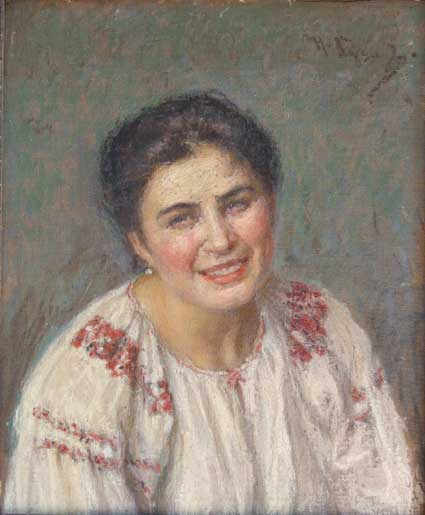
Н. Кузнецов. Портрет А. Г. К.

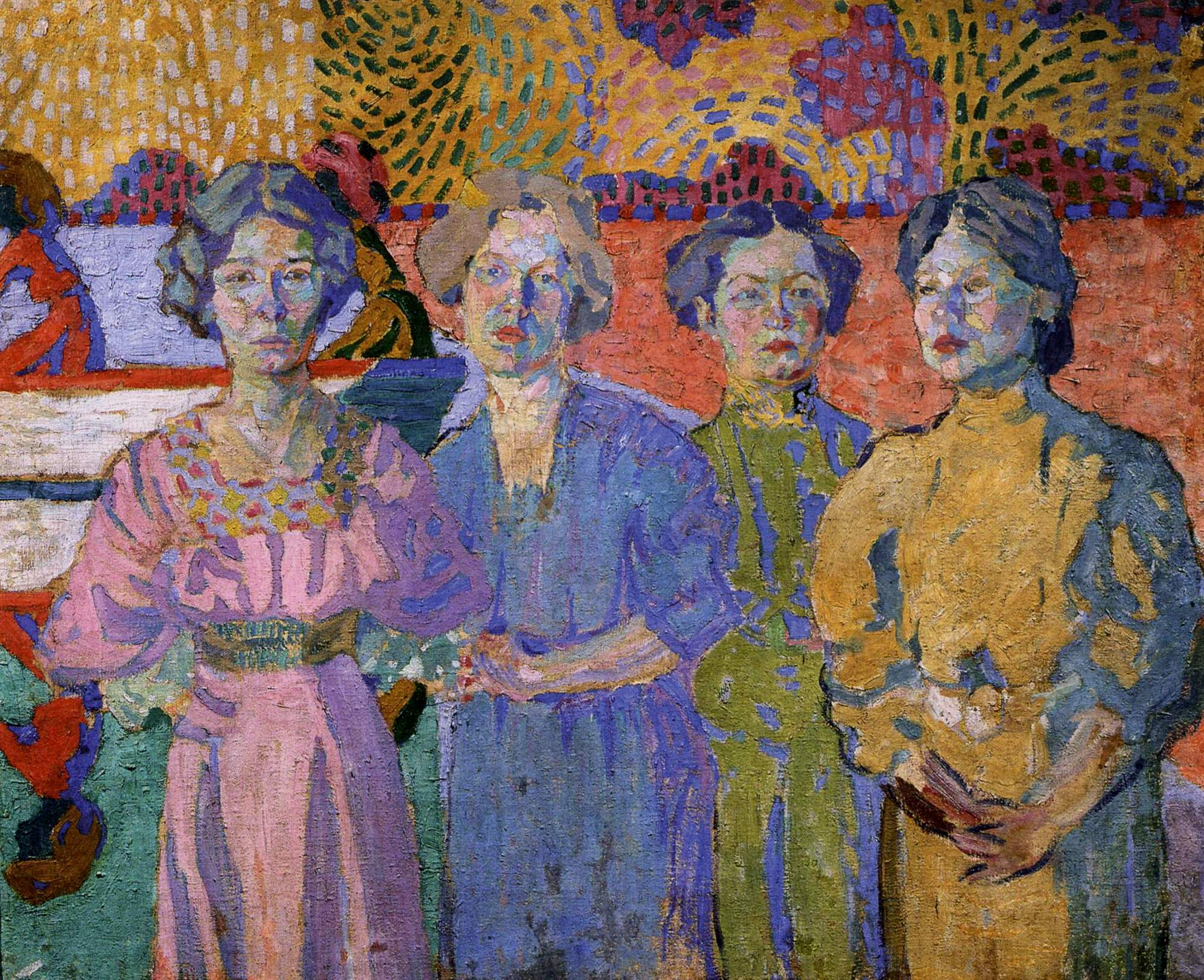
А. Лентулов. Портрет четырёх

На протяжении всей своей истории в уездном Александровске, а позже — в Запорожье не было доступного для широких зрительских масс собрания живописи. В областном центре действовал лишь краеведческий музей, занимавший небольшое двухэтажное здание в старой части города. Произведения живописи, графики, скульптуры можно было увидеть только в единственном художественном салоне, где они были выставлены на продажу, либо на временных выставках в Дворцах культуры города.
Только в начале 70-х годов XX века инициативная группа по созданию в Запорожье собственной экспозиции картин и других произведений искусства решительно настояла на предоставлении музею отдельного помещения и открытии художественного музея. Руководителем этой группы был художник Григорий Александрович Соколенко. При поддержке руководства Управления культуры облисполкома (Василенко В. М., Греськив Я. В.) город выделил музею здание в центре города.
Соколенко Г. А. стал первым директором учреждения. Музей, не имея собственной коллекции, открылся выставкой из Государственной Третьяковской галереи 29 сентября 1971 года. Полгода на трёх этажах музея экспонировалась выставка русского искусства XIV—XX в. Выставочная деятельность стала ведущим направлением в работе музея. Было организовано около 400 выставок в музее и более 5 000 передвижных выставок. Запорожцы имели возможность познакомиться с выставками от ведущих музеев мира: Эрмитажа, Государственной Третьяковской галереи, Музея изобразительных искусств им. А. С. Пушкина, музеев Киева, Прибалтики, Средней Азии, Кавказа, а также Франции, США, Австрии, Хорватии, Словакии, Кипра, Польши, Австралии, Китая. Популярны у запорожцев презентации произведений местных художников и тематические выставки из собственных фондов музея. За годы существования музей превратился в заметный культурный центр Запорожья.
Общение с художниками и их наследниками, коллекционерами, отбор лучших произведений из республиканских и всесоюзных выставок, экспедиции по всем регионам Украины и дары музея наполнили музейную сокровищницу.
Решающую роль в формировании собрания национальной живописи XIX — нач. XX в. сыграл народный артист Украины Дмитрий Гнатюк. Наиболее известные полотна, которые сейчас стали жемчужинами запорожского собрания, переданы именно Дмитрием Михайловичем. Всего в музей из его коллекции поступило почти 60 выдающихся произведений — К. Трутовского, С. Васильковского, С. Светославского, К. Крыжицкого и др.
16 декабря 2008 года в музее при поддержке Русского музея был открыт информационно-образовательный центр «Русский музей: виртуальный филиал».

## Фонды
Коллекция, собранная руками небольшого коллектива искусствоведов, чрезвычайно разнообразна и насыщенна.
В 2008 году в хранилищах музея насчитывалось 13500 экспонатов — иконы, живопись, скульптура, графика, украинское народное и декоративное искусство. Они позволяют достаточно широко показать определённые этапы развития изобразительного искусства Украины и России с XVIII и до начала XXI столетия. Художественный музей имеет право проведения государственных экспертиз культурных ценностей изобразительного и декоративно-прикладного искусства.
Собрание живописи комплектовалось преимущественно из частных коллекций произведениями художников Ленинграда, Москвы, Одессы, Киева, Харькова.
На сегодня музей достойно представляет изобразительное искусство Украины и России XIX—XX вв. Украшением коллекции стали произведения таких выдающихся художников живописи, как: Иван Шишкин, Алексей Боголюбов, Иван Айвазовский, Константин Крыжицкий, Александр Маковский, Сергей Светославский, Сергей Васильковский, Николай Пимоненко, Александр Мурашко, Александр Бенуа , Константин Коровин, Игорь Грабарь, З. Серебрякова, Пётр Кончаловский, Александр Богомазов, Р. Фальк, Д. Бурлюк, Евсей Моисеенко, Татьяна Яблонская, Николай Глущенко. В собрании графики широко известные имена: Владимир Фаворский, А. Павленко, Василий Касиян, Георгий Якутович, А. Данченко, Алексей Кравченко, Май Митурич, Т. Захаров, Д. Бисти, А. Дембо, Т. Левицкий. Собрание скульптуры обнаруживает разнообразие творческих индивидуальностей таких мастеров как И. Кавалеридзе, Михаил Лысенко, Галина Кальченко, Олег Комов, Э. Мисько, Евгений Прокопов. В сокровищнице Запорожского художественного музея хранятся четыре с половиной тысячи произведений украинского народного декоративного искусства — одна из наиболее значительных коллекций на Юге Украины, собранная в этнографических экспедициях музея в 70-е годы.

## Контактная информация
- адрес: Запорожье, ул. Независимой Украины, 76 Б